# 林水栖
林水栖（1961年—），广东湛江人，汉族，中华人民共和国政治人物、第十二届全国人民代表大会广东地区代表。
毕业于北京大学高级管理人员工商管理。2013年，担任全国人大代表。2018年2月24日，当选为第十三届全国人大代表。